# La Silleta, Mexiko
La Silleta är en ort i Mexiko.   Den ligger i kommunen Xilitla och delstaten San Luis Potosí, i den centrala delen av landet, 220 km norr om huvudstaden Mexico City. La Silleta ligger 1 250 meter över havet och antalet invånare är 219.
Terrängen runt La Silleta är bergig åt nordost, men åt sydväst är den kuperad. Runt La Silleta är det ganska tätbefolkat, med 90 invånare per kvadratkilometer. Närmaste större samhälle är Villa Terrazas, 19,2 km öster om La Silleta. I omgivningarna runt La Silleta växer i huvudsak städsegrön lövskog.